# Inge I. Norský
 Inge I. Haraldsson (staroseversky: Ingi Haraldsson; 1135 – 3. února 1161) byl norský král v letech 1136–1161. Bývá označovaný i jako Inge Hrbáč (Inge Krokrygg), tento přívlastek se však neobjevuje ve středověkých zdrojích. Ságy Morkinskinna a Heimskringla píší, že jeho hrb vznikl v důsledku toho, že ho jeden strážců v roce 1137 přinesl do bitvy, Saxo Grammaticus naopak tvrdí, že ho jako malého upustila služka na podlahu.

## Spoluvláda
Inge byl jediným synem Haralda IV narozeným v manželství, v té době ale legitimita nebyl důležitým faktorem při nástupnictví na trůn. Ingeho vychoval Ögmund nebo také Ámund Gyrðarson ve východním Norsku.
Když jeho otce nechal v roce 1136 zavraždit uchazeč o trůn Sigurd Slembe, Inge byl společně se svými nevlastními bratry Sigurdem a Magnusem prohlášen králem. Jejich ochránci spojili síly proti Sigurdovi Slembemu a jeho spojenci, předchozímu králi Magnusovi IV. V roce 1139 v bitvě u Holmengrå Magnus IV. zemřel a Sigurd Slembe byl poté popraven.
Následovalo období míru. Během dětství bratrů Sigurda, Ingeho a Magnuse norská šlechta spolupracovala na vládě a králům radila (prominentní roli hrála Ingeho matka Ingrid Ragnvaldsdotter). V roce 1142 připlul další ze synů Haralda IV. Øystein Haraldsson ze Skotska. Jeho původ byl uznán, protože sám Harald IV. přiznával, že má v zahraničí syna. Øystein se tak stal dalším spoluvládcem. Mladý Magnus naopak zemřel někdy v průběhu čtyřicátých let. Zdá se, že rozdělení země mezi bratry nebylo teritoriální, ale že každý z nich měl stejnou pozici ve všech částech Norska.

## Konflikty s bratry
Mezi dorůstajícími bratry však rostla nevraživost (částečně situaci způsobovala smrt jejich starých rádců). V roce 1155 se všichni tři měli sejít v Bergenu, aby se pokusili zachovat mír. Inge obvinil Sigurda a Øysteina, že ho plánují připravit o trůn. Sigurd nařčení odmítl, ale o několik dní později byl jeden z Ingeho strážců zabit jedním ze Sigurdových. Na radu své matky Ingrid a rádce Gregoria Dagssona Inge nařídil útok na dům, ve kterém Sigurd bydlel. Sigurd měl jen málo mužů, a tak byl 6. února 1155 zabit.
Øystein na sjednanou schůzku přijel pozdě, až po Sigurdově vraždě (která v podstatě odstartovala druhou fázi norských občanských válek). Mezi ním a Ingem byl sjednán mír, ale ten nevydržel dlouho. Ságy tvrdí, že Øystein a Sigurd se snažili připravit Ingeho o královský titul a rozdělit si království jen mezi sebou, ale někteří historici tento argument berou jen jako omluvu pro Ingeho násilné činy.
V roce 1157 Inge i Øystein shromáždili své síly a připravili se na konfrontaci. Ingeho síly byli silnější než vojsko jeho bratra a když se na západním pobřeží poblíž Mosteru setkali, Øysteinovo vojsko se rozpustilo. Øystein byl nucen utéct, ale později toho roku byl v Bohuslänu zadržen a zabit.
Inge tak byl posledním přeživším z bratrů. Příznivci Sigurda a Øysteina se však spojili pod Sigurdovým synem Haakonem II. a obnovili boj proti Ingemu. Dne 3. února 1161 vedl Inge své muže do boje proti Haakonovi poblíž Osla. Mnoho z jeho mužů přeběhlo na druhou stranu a Inge byl poražen a zabit. Pohřbený byl v kostele sv. Hallvarda v Oslu.